# Masahiro Nakai
Masahiro Nakai (中居 正広?, Nakai Masahiro; Fujisawa, 18 agosto 1972) è un cantante, attore e conduttore televisivo giapponese.
È il leader del gruppo SMAP e presenta il programma Nodojiman The World.